# Freihandelsabkommen zwischen Vietnam und der Europäischen Union
Das Freihandelsabkommen zwischen Vietnam und der Europäischen Union, kurz EVFTA (von engl. EU-Vietnam Free Trade Agreement) ist ein Freihandelsabkommen zwischen der Europäischen Union (EU) und der Sozialistischen Republik Vietnam. Begleitend wurde das Investment Protection for EU, Vietnam Businesses (EVIPA) vereinbart, ein Investitionsschutzabkommen.
Das Abkommen wurde angenommen durch den Beschluss (EU) 2020/753 des Rates vom 30. März 2020 über den Abschluss des Freihandelsabkommens zwischen der Europäischen Union und der Sozialistischen Republik Vietnam. Das Abkommen wurde in Vietnam am 8. Juni 2020 in der Vietnamesischen Nationalversammlung verabschiedet und ist am 1. August des Jahres in Kraft getreten. Beide Abkommen wurden in Vietnam mit einer breiten Mehrheit von ca. 95 % der Stimmen angenommen.
Das Abkommen ermöglicht, dass bis zum Ende der Übergangszeit nahezu 99 % der Zölle zwischen beiden Ländern abgeschafft werden können. 65 % der Zölle von Waren aus der EU nach Vietnam werden sofort abgeschafft, die restlichen Zölle werden schrittweise über einen Zeitraum von 10 Jahren auslaufen. Ähnliches gilt für 71 % der Zölle von Waren aus Vietnam in die EU, die sofort abgeschafft werden, die restlichen Zölle werden schrittweise über einen Zeitraum von sieben Jahren abgeschafft.
Der Vertrag enthält verschiedene Abschnitte über den Schutz von geistigem Eigentum, Liberalisierung von Investitionen, über nachhaltige Entwicklung, den Schutz von Arbeiterrechten und den Klimawandel. Da die EU ein Freihandelsabkommen mit Südkorea hat, werden nach Vietnam importierte Waren oder Vorprodukte aus Südkorea beim Export in die EU wie Waren aus Vietnam behandelt.
Dieses Abkommen ist das erste Freihandelsabkommen der EU mit einem Entwicklungsland und nach dem Vertrag mit Singapur der zweite Staat, der in ASEAN eingebunden ist. Falls ein weiterer ASEAN Staat ein Freihandelsabkommen abschließt oder ein Abkommen mit ASEAN insgesamt erreicht wird, so gelten im Warenverkehr mit diesen Ländern ähnliche Freiheiten wie beim Handel mit Südkorea.

## Geschichte
Historische Daten des Handels mit Gütern zwischen Vietnam und der EU:
Die Verhandlungen begannen im Juni 2012 und wurden am 2. Dezember 2015 abgeschlossen. Die Ratifizierung wurde verzögert, weil ein Gutachten des Europäischen Gerichtshofs über die Aufteilung der Zuständigkeiten zwischen der EU und ihren Mitgliedstaaten notwendig wurde. Diese Frage wurde aufgeworfen durch das EU-Singapore Free Trade Agreement. Im Resultat des Gutachtens vom Mai 2017 wurde das Abkommen in zwei Teile aufgeteilt, die einen unterschiedlichen Ratifizierungsprozess haben:
1. Das Freihandelsabkommen EVFTA, das nur vom Rat und vom Europäischen Parlament beschlossen werden muss
2. Das Investitionsschutzabkommen EVIPA, das sowohl vom Rat und dem Europäischen Parlament, als auch in allen 27 Mitgliedsstaaten ratifiziert werden muss. Aus diesem Grund wird die Umsetzung noch einige Zeit in Anspruch nehmen.[6]